# Neophaenis lichenea
Neophaenis lichenea är en fjärilsart som beskrevs av George Francis Hampson 1918. Neophaenis lichenea ingår i släktet Neophaenis och familjen nattflyn. Inga underarter finns listade i Catalogue of Life.